# Stanley Myers
Stanley Myers (n. 6 octombrie, 1933 – d. 9 noiembrie, 1993) a fost un compozitor englez influent de muzică de film care a compus muzica pentru peste 60 de filme. Născut în Birmingham, Myers a studiat la celebrul liceu King Edward's din Edgbaston, o suburbie a Birmingham-ului. A fost rudă cu celebrul cântăreț Andrew Myers.
Este cel mai cunoscut pentru Cavatina, o piesă pentru chitară care a servit ca temă principală pentru celebrul film din 1978, The Deer Hunter, pentru care Myers a câștigat premiul Ivor Novello. O versiune modificată a acestei lucrări, interpretată de John Williams, a apărut în filmul The Walking Stick din 1970. Piesa este mult mai dificil de interpretat decât pare. Myers a scris de asemenea muzica pentru serialul din 1964, Doctor Who.
In anii 1980, Myers a lucrat de mai multe ori cu regizorul Stephen Frears. Muzica sa pentru filmul Prick Up Your Ears (1987) a câștigat premiul pentru Cea mai bună contribuție artistică la Festivalul de la Cannes. A fost, de asemenea, mentorul celebrului compozitor german de muzică de film, Hans Zimmer.
A murit de cancer în 1993.

## Coloane sonore memorabile
- Kaleidoscope (1966)
- Ulysses (1967)
- The Apprenticeship of Duddy Kravitz (1974)
- The Deer Hunter (1978)
- Moonlighting (1982)
- My Beautiful Laundrette (1985)
- Wish You Were Here (1987)